# ويليام ستاين
وليم ستاين (بالإنجليزية: William Howard Stein)‏ هو عالم كيمياء حيوية أمريكي ولد في 25 يونيو 1911 في نيويورك وتوفي في 2 فبراير 1980 في مسقط رأسه.
درس بين 1927 و 1929 في أكاديمية فيليبس اكستر ومن ثم في جامعة هارفرد وبعد ذلك في جامعة كولومبيا التي تحصل منها على الدكتوراة. عمل بعد ذلك في معهد روكفيلر.
قام مع ستانفورد مور بأول وصف دقيق وكامل لتركيبة الانزيم.
تحصل على جائزة نوبل في الكيمياء لسنة 1972.

## روابط خارجية
- ويليام ستاين على موقع الموسوعة البريطانية (الإنجليزية)
- ويليام ستاين على موقع مونزينجر (الألمانية)
- ويليام ستاين على موقع إن إن دي بي (الإنجليزية)